# レナード・T・トロランド
レオナルド・トンプソン・トロランド (Leonard Thompson Troland, 1889年 - 1932年) はアメリカの物理学者・心理学者・心霊研究者。

## 経歴
1912年にマサチューセッツ工科大学を生化学で卒業した。その後、ハーバード大学で心理学を研究し1915年にPh.D.を取得した。奨学生として1年間ゼネラル・エレクトリックのNela研究所に勤務した。ビジョン航空心理学の国際研究機構の会員になった。ハーバード大学では心理学の上級課程を受け、1926年の自身の著書"The Mystery of Mind with Fundamentals in Human Motivation"を1928年にさらに追究した。同時にカリフォルニアのテクニカラー映画社の主任技術者を務め、1925年にはテクニカラーの研究所の部長に指名された。
1922年から23年までアメリカ光学会の会長であった。
従来の網膜照度の単位に自分の名前からトロランド(Td)と名づけた。有効な瞳孔の大きさによってスケーリングすることで、人間の目に支障をきたす輝度値の測光値を補正する手法を意味する。
米国科学アカデミーは彼に賞を授与した。
1932年、カリフォルニアのウィルソン山で転落死した。

## 心霊研究
トロランドは心霊研究に興味を持ち、ハーバード大学でテレパシーの実験を行い、1917年に報告している。彼はこの種の実験で人体実験ではなく機械を用いた最初の科学者の1人である。この機械はトリガされたときに2つの正方形のブロックのいずれかを転倒させるランプからなっていた。1人が部屋で光を知覚しようと試み、もう1人が別の部屋でどちらのランプが光ったかどうかをスイッチを使って識別するというものである。トロランドは被験者が予測した期待値よりも下回ることを発見した。

## 著作
- A Technique for the Experimental Study of Telepathy and Other Alleged Clairvoyant Processes (1917)
- The Nature of Matter and Electricity: An Outline of Modern Views [with Daniel Frost Comstock] (1917)
- The Mystery of Mind (1926)
- The Fundamentals of Human Motivation (1928)